# Ereraad voor de Kunst
Een Ereraad voor de kunst was een ereraad dat na de Tweede Wereldoorlog was opgezet met het doel de Nederlandse maatschappij te denazificeren, ofwel te zuiveren van 'foute' en met de Duitse bezetting collaborerende kunstenaars en organisaties: zij waren belast met het bestraffen van kunstenaars die de nationaalsocialistische kunstwereld hadden helpen vormgeven. De Ereraad voor de kunst verving de zes ereraden die eerder waren ingesteld, te weten de Ereraad voor de architectuur, de beeldende kunsten, de letterkunde, het muziek, het toneel (inclusief dans en film) en de amusements- en kleinkunstenaars. 

## Geschiedenis
Tijdens de Tweede Wereldoorlog werd reeds gedacht aan de berechting van diegenen die geheel of gedeeltelijk 'fout' hebben gezeten. In 1944 kwam de regering met een besluit dat de zuivering van ambtenaren regelde. De beoefenaars van vrije beroepen zoals de kunstenaars, vielen daar buiten. Het Militair Gezag richtte zich na de bevrijding van het Zuiden op niet-zuivere kunstenaars.  Toen ook het Noorden bevrijd was, werden landelijke richtlijnen uitgevaardigd. De afdeling kunsten werd eerst onder leiding van L.P.J. Braat en daarna N.A. Donkersloot uitgevoerd.
Na de bevrijding volgde de afrekening met landgenoten die hadden gecollaboreerd of daarvan werden verdacht. Het oude ministerie van onderwijs, kunst en wetenschappen werd gereactiveerd, ‘foute’ ambtenaren werden vervangen en er werd beroepszuivering onder de kunstenaars gehouden. Oorlogsmonumenten waren niet alleen bakens voor de publieke herinnering, maar dienden tevens als beloning voor beeldhouwers die standvastig waren gebleven.
Op 15 juni 1945 werden zes ereraden voor de kunsten ingesteld, te weten die voor de architectuur, de beeldende kunsten, de letterkunde, het muziek, het toneel (inclusief dans en film) en de amusements- en kleinkunstenaars. Diezelfde maand gaven de ereraden gezamenlijk een verklaring uit, waarin verkondigd werd dat het lidmaatschap van de Kultuurkamer alleen niet voldoende werd geacht om iemand als niet-zuiver te veroordelen. Profiteren of propageren van maatregelen en instellingen van de bezetter daarentegen zou wel veroordeeld worden.
Op 5 april 1946 werd de Wet zuivering kunstenaars van kracht. Behalve de regeling van uitvoering van uitspraken werd hierin de mogelijkheid tot beroep tegen uitspraken vastgelegd. Hiervoor werd de Centrale Ereraad voor de Kunst opgericht.
Vanaf 1948 werd de zuivering overgenomen door de Centrale Raad voor de Kunst, die ook beroepsprocedures afwikkelde van personen aan wie na de oorlog een beroepsverbod was opgelegd.
Na de instelling van de Centrale Ereraad werd door enkele honderden kunstenaars beroep aangetekend tegen de uitspraken van de ereraden en tegen de algemene uitspraak van de Verenigde Ereraden uit juni 1945. Vaak kwam de Centrale Ereraad tot een mildere strafoplegging dan die van de ereraden, wat leidde tot een conflict met de voorgaande ereraden. Zij meenden dat hun werk niet langer zinvol was en boden ontslag aan, hetgeen per 1 januari 1948 door de Minister werd verleend. Enkele maanden later waren alle beroepszaken door de Centrale Ereraad afgehandeld.
De raad werd op 9 januari 1952 geheel opgeheven.

## Effectiviteit van de zuivering
De officiële zuivering slaagde maar deels. Het grootste probleem was dat het proces tot april 1946 niet wettelijk was verankerd. Voorts bleek de in bezettingstijd geformuleerde zuiveringsgedachte niet haalbaar in de naoorlogse realiteit. De overheid zwichtte spoedig voor de stem van de mensen die zich in grijs gebied bevonden en die zich te streng beoordeeld voelden. Veel uitgeslotenen negeerden hun vonnis en velen werden in tweede instantie vrijgesproken. De overheid hechtte meer waarde aan maatschappelijke rust dan aan een principiële aanpak van collaborateurs.
Het feit dat de zuivering verder reikte dan de officiële vorm, blijft in de literatuur doorgaans buiten beschouwing. De beëindiging van iemands straf betekende niet automatisch dat hij met een schone lei kon beginnen. Er zijn tal van voorbeelden waaruit blijkt dat het verleden niet zo snel vergeten werd.